# Chemins de fer d'État de la Prusse
Les Chemins de fer d'État de la Prusse, Preußische Staatseisenbahnen en allemand, désignent les  entreprises ferroviaires qui étaient propriété ou sous l'administration de l'État prussien.
Les premiers chemins de fer prussiens sont apparus avec le chemin de fer Berlin — Potsdam en 1838, qui était alors encore une entreprise privée. L’État prussien a financé seulement à partir des années 1850 la construction de chemins de fer.

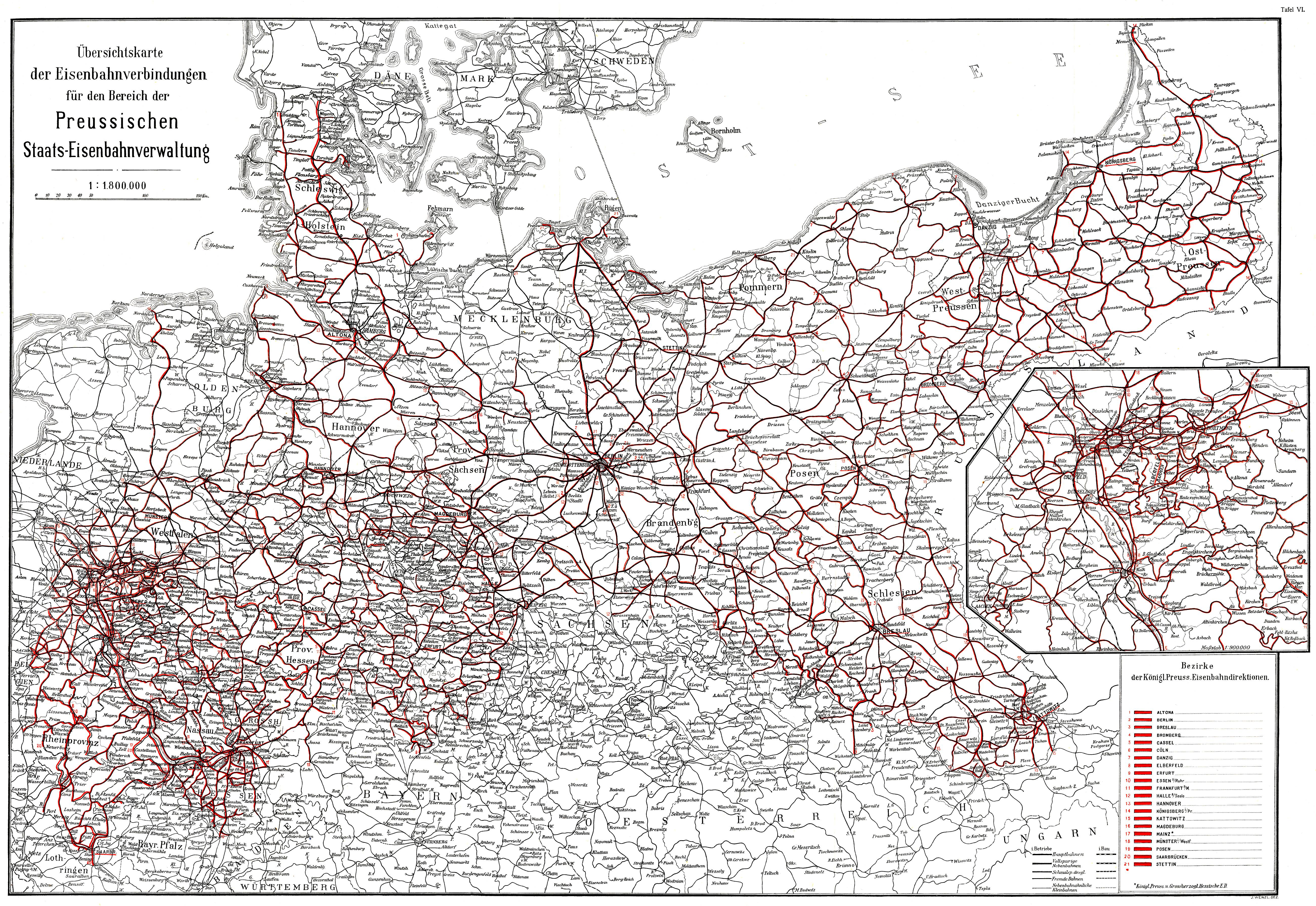
Le réseau nationalisé de Prusse à son apogée.

## Aperçu des chemins de fer de Prusse
Comme dans les autres grands pays d'Europe, les premières lignes de chemin de fer de Prusse, à commencer par la ligne de chemin de fer Berlin-Potsdam-Magdebourg de 1838 (appelé pour cette raison « première ligne », en allemand Stammbahn), étaient créées et exploitées par des compagnies privées. 
Vers 1850, l’État prussien finança  parfois à 100 % la construction de nouvelles lignes (Compagnie des chemins de fer royaux de Westphalie, Ligne de Prusse-Orientale) puis à nouveau en 1875 (Berliner Nordbahn et Ligne militaire Marienfelde–Zossen–Jüterbog (de)).
Après la guerre austro-prussienne de 1866, diverses lignes privées, selon leur santé financière, passent sous tutelle de l’État prussien, tantôt par des prises de participation majoritaires, rachat ou nationalisation pure et simple. 
Puis de 1880 à 1888, la prospérité du royaume de Prusse permit la nationalisation de la majorité des compagnies ferroviaires du pays. La diversité des moyens d'acquisition mis en œuvre conduisit l’Encyclopédie Brockhaus à qualifier dans son édition de 1896, les Chemins de fer de Prusse de « système mixte. »  
Les différentes lignes étaient gérées en régies autonomes, entretenant leur propre matériel roulant et employant leur propre personnel. On peut voir sur le plan de Berlin de 1893 à quel point cette autonomie marquait de son empreinte l'urbanisation du pays : ainsi la gare de Silésie (Schlesische Bahnhof) qui était depuis 1882 le terminus berlinois de la ligne de Prusse orientale, est à quelques centaines de mètres des ateliers de cette régie, les « Ateliers de la Direction Royale des Chemins de fer de Berlin » et les « Ateliers de la Direction Royale des Chemins de fer de Bromberg ».

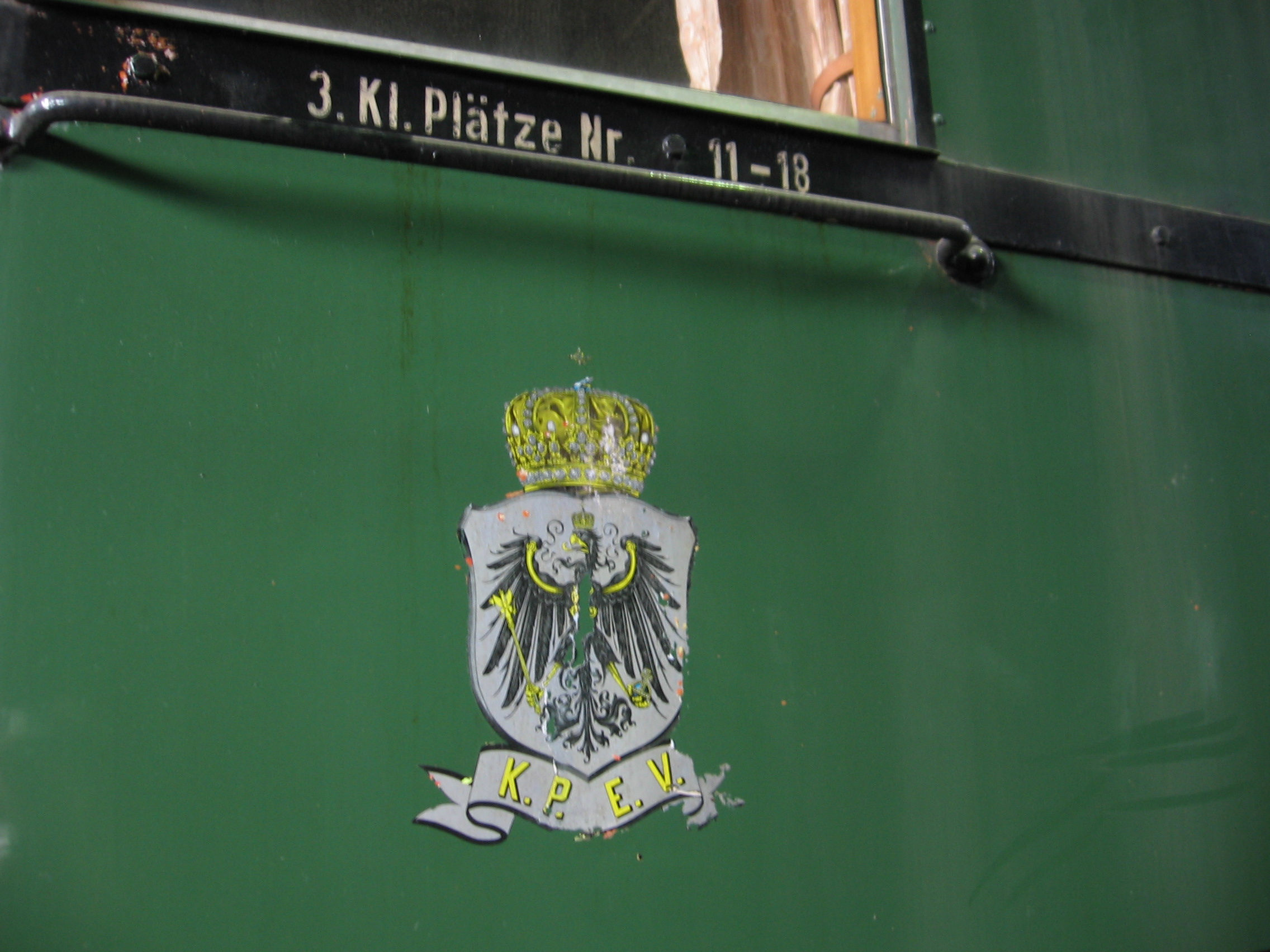
Emblème des KPEV au Musée des transports de Dresde.

À la fin de la Première Guerre mondiale, le réseau de chemin de fer prussien s'étendait sur 37 500 km. En 1920, les Chemins de fer de Prusse furent intégrés aux autres compagnies royales et régionales d'Allemagne pour former la Reichseisenbahn, future Deutsche Reichsbahn.
On a souvent admis l'existence d'une administration royale des chemins de fer de Prusse, mais l'organisation n'a jamais porté un tel nom. L'usage quotidien regroupait les directions des différentes lignes régionales sous ce nom. 
Toutes les locomotives portent le sigle « K.P.E.V. ».